# Irena Mamińska
Irena Mamińska, coniugata Tusińska (Chełm, 16 dicembre 1923 – Varsavia, 3 agosto 2014), è stata una cestista polacca.

## Carriera
Con la Polonia ha disputato due edizioni dei Campionati europei (1950, 1952).